# Forsstroemia trichomitria
Forsstroemia trichomitria là một loài Rêu trong họ Leucodontaceae. Loài này được (Hedw.) Lindb. mô tả khoa học đầu tiên năm 1863.